# Gonzalo Rodríguez (Fußballspieler)
Gonzalo Javier Rodríguez (* 10. April 1984 in Buenos Aires) ist ein ehemaliger argentinischer Fußballspieler.

## Karriere

### Verein
Seine fußballerische Karriere begann Rodríguez beim argentinischen Erstligisten CA San Lorenzo. 2004 wechselte er nach Spanien zum FC Villarreal. Nach dem Abstieg mit Villarreal in die Segunda División wechselte Rodríguez zur Saison 2012/13 zur AC Florenz.
Im Sommer 2017 kehrte Rodríguez zu CA San Lorenzo zurück und beendete dort 2020 seine Karriere.

### Nationalmannschaft
Gonzalo Rodríguez spielte in der argentinischen Fußballnationalmannschaft und nahm am Konföderationen-Pokal 2005 teil. Dort verlor er mit seiner Mannschaft im Finale gegen Brasilien mit 1:4. Für Argentinien wurde er außerdem in der Qualifikation zur Fußball-Weltmeisterschaft 2006 in Deutschland eingesetzt.